# Mammea decaryana
Mammea decaryana är en tvåhjärtbladig växtart som först beskrevs av Alfred Perrier, och fick sitt nu gällande namn av J.F. Leroy. Mammea decaryana ingår i släktet Mammea och familjen Calophyllaceae. Inga underarter finns listade i Catalogue of Life.